# Oberea kandyana
Oberea kandyana är en skalbaggsart som beskrevs av Stefan von Breuning 1962. Oberea kandyana ingår i släktet Oberea och familjen långhorningar.
Artens utbredningsområde är Sri Lanka. Inga underarter finns listade i Catalogue of Life.